# Graham Zusi
Graham Jonathan Zusi (født 18. august 1986 i Longwood, Florida, USA) er en amerikansk fodboldspiller (midtbane). Han spiller for Sporting Kansas City i Major League Soccer.
Zusi har spillet i Major League Soccer siden 2009, hvor han blev draftet til ligaen af det daværende Kansas City Wizards, der i dag har skiftet navn til Sporting Kansas City. Inden da havde han spillet college-fodbold hos University of Maryland.

## Landshold
Zusi står (pr. juni 2014) noteret for 23 kampe og tre scoringer for USA's landshold, som han debuterede for 21. januar 2014 i en venskabskamp mod Venezuela. Han var en del af den amerikanske trup til VM i 2014 i Brasilien.